# Pararaneus uncivulva
Pararaneus uncivulva là một loài nhện trong họ Araneidae.
Loài này thuộc chi Pararaneus. Pararaneus uncivulva được Embrik Strand miêu tả năm 1907.